# Anastasio Hurtado y Robles
Anastasio Hurtado y Robles (* 15. Februar 1890 in Mascota; † 24. Februar 1972) war ein mexikanischer römisch-katholischer Geistlicher und Bischof von Tepic.

## Leben
Anastasio Hurtado y Robles empfing am 7. März 1914 das Sakrament der Priesterweihe für das Bistum Tepic.
Am 21. Dezember 1935 ernannte ihn Papst Pius XI. zum Bischof von Tepic. Der Erzbischof von Guadalajara, José Garibi y Rivera, spendete ihm am 12. April 1936 die Bischofsweihe; Mitkonsekratoren waren der Bischof von Chiapas, Gerardo Anaya y Diez de Bonilla, und der emeritierte Bischof von Chilapa, Francisco Maria Campos y Angeles.
Papst Paul VI. nahm am 13. Juli 1970 das von Anastasio Hurtado y Robles vorgebrachte Rücktrittsgesuch an und ernannte ihn zum Titularbischof von Cissa. Am 31. Dezember desselben Jahres verzichtete Hurtado y Robles auf das Titularbistum Cissa.